# Evropský ústav pro telekomunikační normy
Evropský ústav pro telekomunikační normy, anglicky European Telecommunications Standards Institute (ETSI), je nezávislá, nezisková organizace pro standardizaci v telekomunikačním průmyslu (výrobci zařízení a síťoví operátoři) v Evropě s celosvětovým dosahem. Mezi nejvýznamnější výsledky ETSI patří standardizace mobilní sítě GSM, profesionálního rádiového systému TETRA a požadavků na Short Range Device včetně LPD433.
Mezi významné standardizační organizace spadající pod ETSI patří TISPAN (pro konvergenci pevných sítí a Internetu) a M2M (pro komunikaci machine-to-machine). ETSI podnítila založení 3GPP a je jednou z jejich partnerských organizací.
ETSI byla vytvořena organizací CEPT v roce 1988 a je oficiálně uznána Evropskou komisí a sekretariátem EFTA. Sídlo ETSI se nachází v Sophia Antipolis ve Francii. ETSI je oficiálně zodpovědná za standardizaci informačních a komunikačních technologií (ICT) v Evropě. Tyto technologie zahrnují telekomunikace, televizní a rozhlasové vysílání a příbuzné oblasti jako inteligentní doprava a lékařská elektronika. ETSI má 740 členů v 62 zemích v Evropě i mimo ni, včetně výrobců, síťových operátorů, správců, poskytovatelů služeb, výzkumných organizací a uživatelů — prakticky všechny klíčové hráče v oblasti ICT.
Rozpočet ETSI v roce 2010 byl více než 22 milionů eur. Příspěvky pocházejí od členů, z obchodní činnosti, jako je prodej dokumentů, testování zařízení, organizování fór, ze smluv o dílo a z financování partnery. 40% příjmů jde na financování provozních nákladů, zbývajících 60% na pracovní programy, včetně kompetenčních center a speciálních projektů.

## Členství

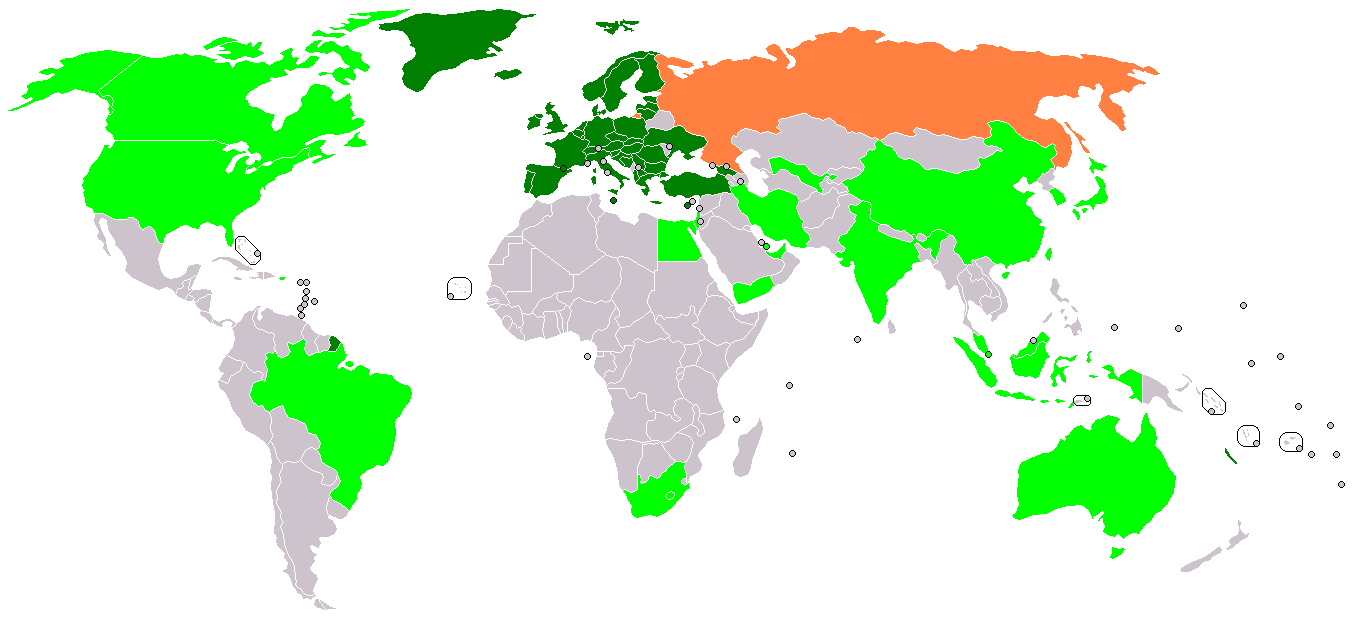
členové
přidružení členové
pozorovatelé

Plnoprávnými členy ETSI jsou: členské státy EU, Andorra, Island, Norsko, Švýcarsko, Bosna a Hercegovina, Srbsko, Severní Makedonie, Ukrajina, Turecko a Gruzie.
Přidruženými členy ETSI jsou: Austrálie, Kanada, USA, Brazílie, Jihoafrická republika, Lesotho, Egypt, Izrael, Jemen, Katar, Spojené arabské emiráty, Írán, Uzbekistán, Čína (včetně Hongkongu a Macaa), Indie, Jižní Korea, Japonsko, Tchaj-wan, Malajsie, Singapur a Indonésie.
Pozorovatelé: Rusko.